# 播娘蒿
播娘蒿（学名：Descurainia sophia）又称抱娘蒿、抪娘蒿、米蒿、米米蒿、麦蒿，为十字花科播娘蒿属下的一年生草本植物，为播娘蒿属的模式种。耐寒。分布于亚洲、欧洲、北非和北美。播娘蒿是常见的麦田杂草，可造成小麦减产，同时也是一种野菜，具有一定的食用和药用价值。

## 分類
播娘蒿最早於1753年由卡爾·林奈描述發表於《植物種志》，學名為Sisymbrium sophia（為本種的基名），後來有學者分別將其歸入Discurea屬、Sophia屬與香花芥屬，並分別作為前兩者的模式種。1891年，德國植物學家卡尔·安东·欧根·普兰特尔將本種歸入播娘蒿属中，作為該屬的模式種。Discurea屬、Sophia屬現皆被視為播娘蒿属的異名。

## 形态特征
播娘蒿为一年生草本植物，高20至80厘米，茎直立、分枝多，茎下部叶子较多，愈向上叶愈少。叶为羽状复叶，长2至15厘米，有3回羽状深裂。播娘蒿的花为黄色，花瓣呈倒卵形，长2毫米左右。播娘蒿的种子长约1毫米，呈长圆形，颜色为淡红褐色。

## 习性和分布
播娘蒿具有很强的适应能力，对环境要求不高，耐寒、耐盐碱，甚至可以忍受-40℃的低温，因而分布广泛。播娘蒿遍布亚欧大陆、北美大陆和北部非洲，野地、麦田、山地均有其分布，其分布海拔可达4600米。
一般每年4-5月为播娘蒿的花期，温暖的地区花期偏早，如成都一带的播娘蒿3月下旬即开花；高寒地区花期晚，如青海的播娘蒿花期则为5至7月。异花授粉为播娘蒿主要的授粉方式。

## 用途

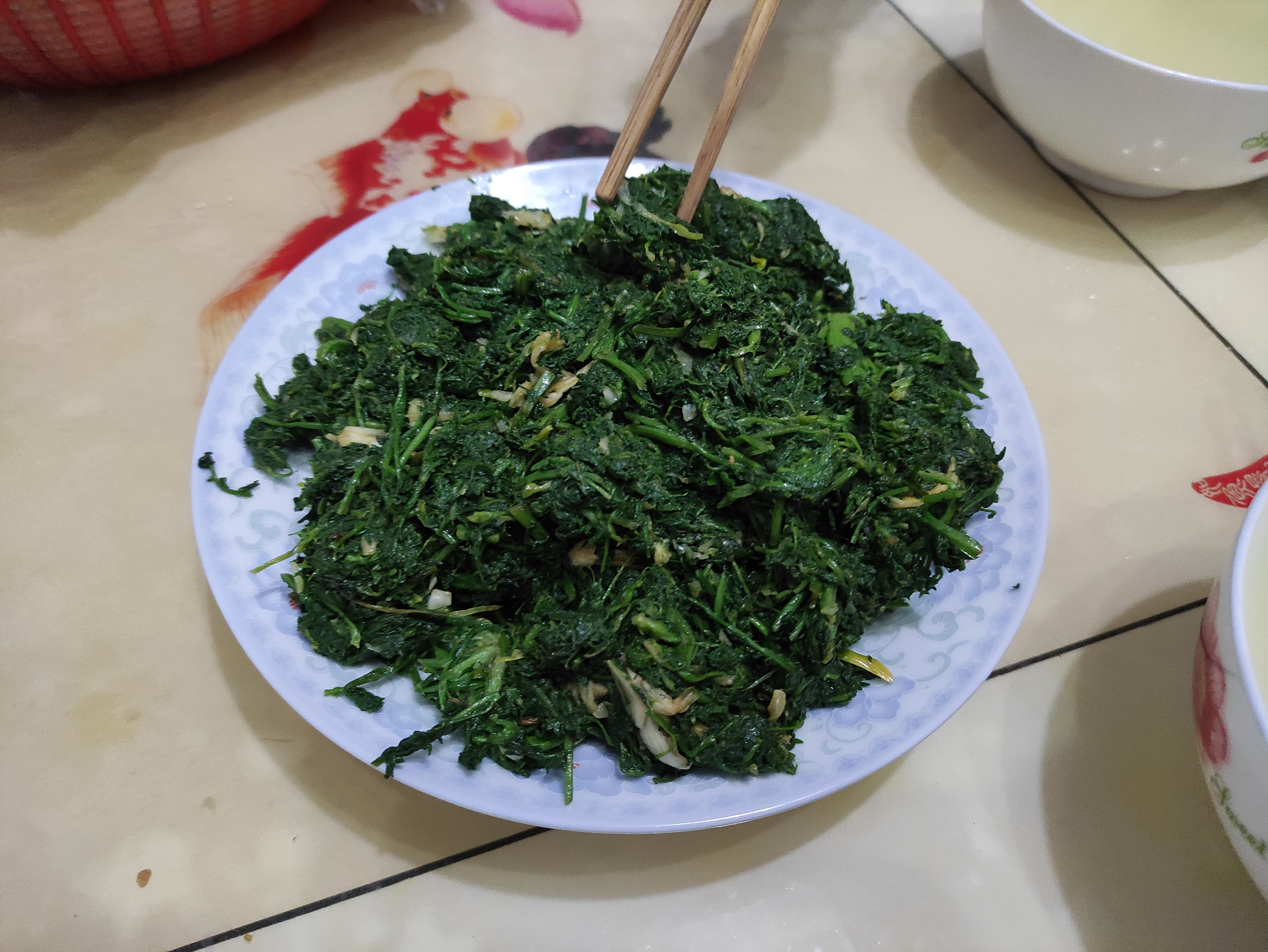
一盘凉拌的播娘蒿

播娘蒿茎、叶、种子可食用。其茎、叶具有特殊风味，可作为饺子、包子的馅料，也可以凉拌食用或做汤；其种子含油约40%，可以研碎作为调料，提取出来的油可以食用，也可以做工业用途。历史上，朱橚的《救荒本草》、徐光启的《农政全书校注》等均曾记载播娘蒿，并将其视为救荒植物。
播娘蒿有饲用价值，可以做牧草喂养牲畜。播娘蒿与水打浆过滤后的液体可作为生物农药，能杀灭青菜虫、棉蚜虫。
播娘蒿种子含有强心甙，而现代医学认为强心甙对心血管疾病有治疗作用。中医药学认为播娘蒿全株可入药，治疗痢疾、经血不调等疾病；播娘蒿的种子被中医称为“华东葶苈子”或“南葶苈”，中医认为南葶苈味苦、辛，性寒，有利尿、祛痰等效用。古代西方草药医学亦曾用播娘蒿治疗痢疾。

## 危害与防治
播娘蒿是一种常与小麦、油菜等驯养作物伴生的恶性杂草，可导致小麦、油菜减产。而播娘蒿对多种除草剂敏感，百草敌、百草枯、阔叶散等均可抑制播娘蒿生长以至杀死播娘蒿。

### 引用
1. 1 2  . Tropicos.   [2020-03-10]. （原始内容存档于2021-01-19）.
2. 1 2  李孟良等 1999，第24頁
3. ↑  . World Checklist of Selected Plant Families (WCSP). Royal Botanic Gardens, Kew –The Plant List.
4. 1 2 3  .   [2020-03-10]. （原始内容存档于2011-10-19）.
5. ↑  . Tropicos.   [2020-03-10]. （原始内容存档于2018-10-05）.
6. ↑  .   [2007-06-05]. （原始内容存档于2007-09-27）.
7. 1 2 3  中国植物志编辑委员会 1987，第448頁
8. 1 2  高宏波等 1998，第7頁
9. ↑  高宏波等 1998，第8頁
10. 1 2  青海植物志编辑委员会等 1997，第505頁
11. ↑  高宏波等 1998，第9頁
12. 1 2 3  于延球 2013，第179-180頁
13. ↑  李孟良等 1999，第26頁
14. ↑  张晋民等 1995，第49-50頁
15. 1 2  雷载权等 1995，第245頁
16. ↑  中国科学院昆明植物研究所 1995，第121頁
17. ↑  .   [2020-03-10]. （原始内容存档于2007-09-27）.
18. ↑  刘梅等 2008，第150頁
19. ↑  李孟良等 1999，第25頁

## 外部連結
- 葶藶子 Tinglizi （页面存档备份，存于） 中藥材圖像數據庫 (香港浸會大學中醫藥學院)